# 柳卓
柳 卓（やなぎ たく、1951年4月30日 - ）は、元琉球放送アナウンサー。

## 経歴
北海道芦別市西芦別町出身。北海道での生活は小学校まで芦別市、高校卒業までは札幌市で過ごした。現在でも北海道には毎年帰省している。
北海道札幌開成高等学校を経て大東文化大学文学部在籍中東京アナウンスアカデミーにも籍を置き機会を伺う。卒業後1975年入社。
翌年『飛び出せ!全国DJ諸君』でグランプリを受賞。その実力を買われてニッポン放送から「ウチへ来ないか」と誘われたことがあったというが、結局はそのまま留まった。RBCの名物アナウンサーとして活躍する一方、後にラジオ局次長（局長代行）として、アナウンサーやラジオ局のまとめ役もこなす、ブレインマネージャー的存在であったが、2011年4月、生まれが1日早い小山康昭とともに定年退職した。小山は嘱託となったが、柳はしゃべりにこだわりフリーランスとなって引き続きRBCiラジオに出演している。
写真の機材に関しては、趣味の域を超えた様なものも有していたことがあった。

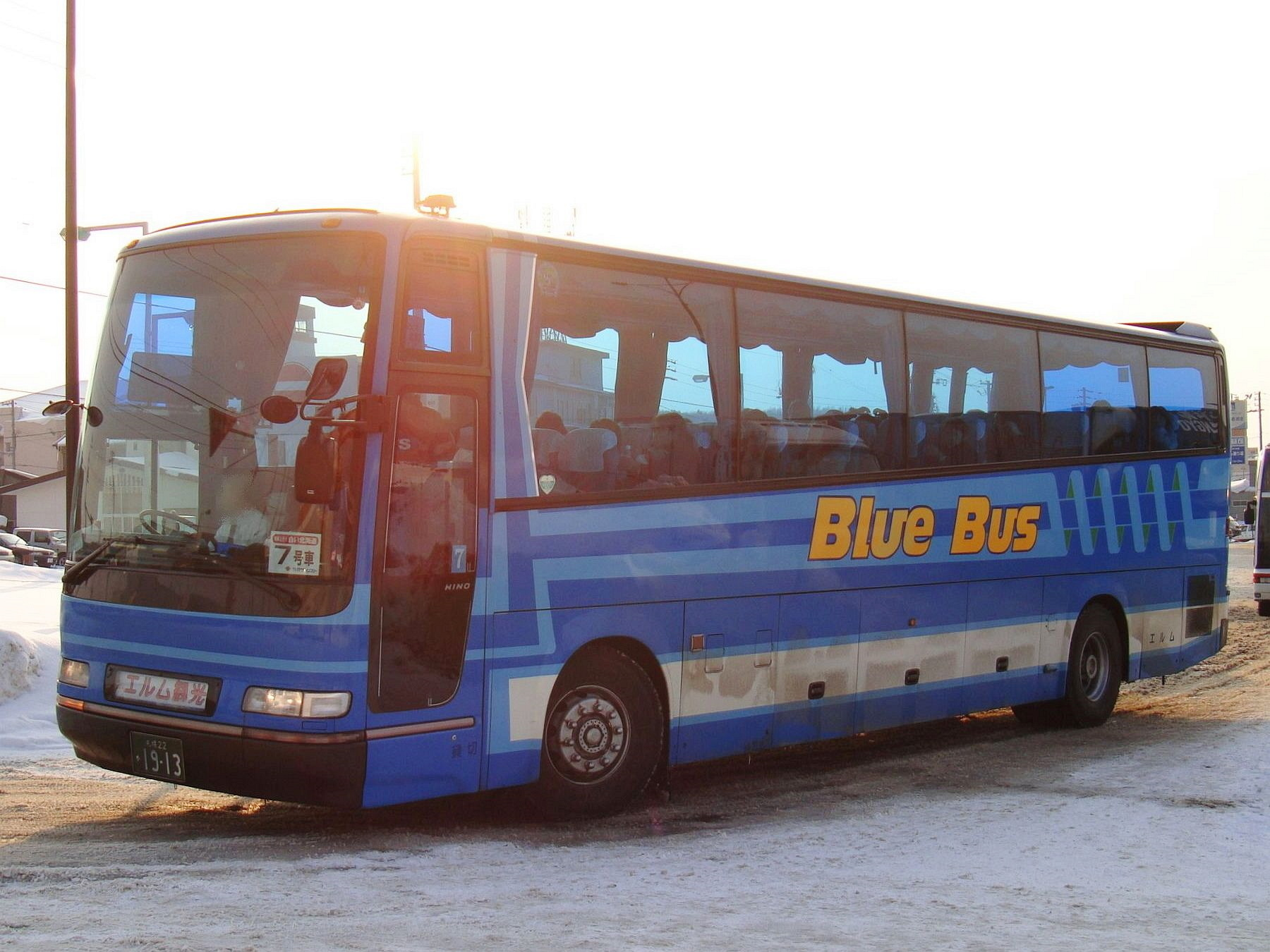
道の駅流氷街道網走を出発する「白い北海道ツアー」（2012年2月14日）

1982年から柳の故郷である北海道の雪と寒さを楽しんでほしいという発案でRBCと沖縄ツーリストの共同企画による「白い北海道ツアー」を毎年行っており、柳も企画開始当初から同行者の一人として毎年携わっている。2012年2月15日に釧路市阿寒町にある阿寒湖温泉の阿寒湖氷上からのラジオ生放送（RBCローカル）では30回すべてのツアーに同行した柳に釧路市から感謝状が贈られた。しかし、新型コロナウイルスの影響で2021年度は実施せず、2022年度もツアー募集はしたもののウイルスの影響が長引いたため開催そのものが中止され、代替企画として「初夏の北海道ツアー」が開催された。そして、2022年11月『柳卓のいんでないかい』の番組内で、2023年2月11日に実施予定の「白い北海道ツアー」を40回目を以て最終回とすることが発表された。

## 担当番組

### 現在
ラジオ
- 柳卓のいんでないかい

### 過去
テレビ
- 歌でヨーイ!卓でドン!
- カラオケチャンピオンあなたも出番!
- RBCジャーナル金曜日
- おきなわ愛ランド
- ゆん卓サンデー
- チャンプルーな感じ

ラジオ
- シャープ金の歌銀の歌（テレビと並行放送）
- ご存知!深夜大学
- ナイト・ヤング・メイツ
- 日曜ちゃんこ鍋
- 柳卓です!土曜の朝はにぎやかに[1]
- 柳卓のスーパーサタデー
- 柳卓のでっかい朝
- 柳卓のどっこいしょ!
- 柳卓のみみぐすい
- 柳卓のシャキッとi
- 下城達也のミッドナイトエクスタシー（『JET STREAM』の下ネタ版パロディのミニ番組）
- 柳卓のほっとスマイル　(月 - 金、9:00 - 10:30)
- 雄大の炎歌DE演歌　(金22:15頃 - 22:25頃「団塊!花盛り」内包)　※2008年9月までは土 24:30 - 25:00の独立番組
- 団塊花盛り!　(金曜担当 20:00 - 24:00)
- 聴いた！見た！話した！アナウンサーたちの沖縄復帰 (2022年5月16日）

CM
- 沖縄県・市町村・国保連合会 (2012年)
- 琉信ハウジング (2012年)